# Сріблодзьоб східний
Сріблодзьо́б східний (Spermestes nigriceps) — вид горобцеподібних птахів родини астрильдових (Estrildidae). Мешкає в Східній, Центральній і Південній Африці. Раніше вважався конспецифічним зі строкатим сріблодзьобом, однак був визнаний окремим видом.

## Опис

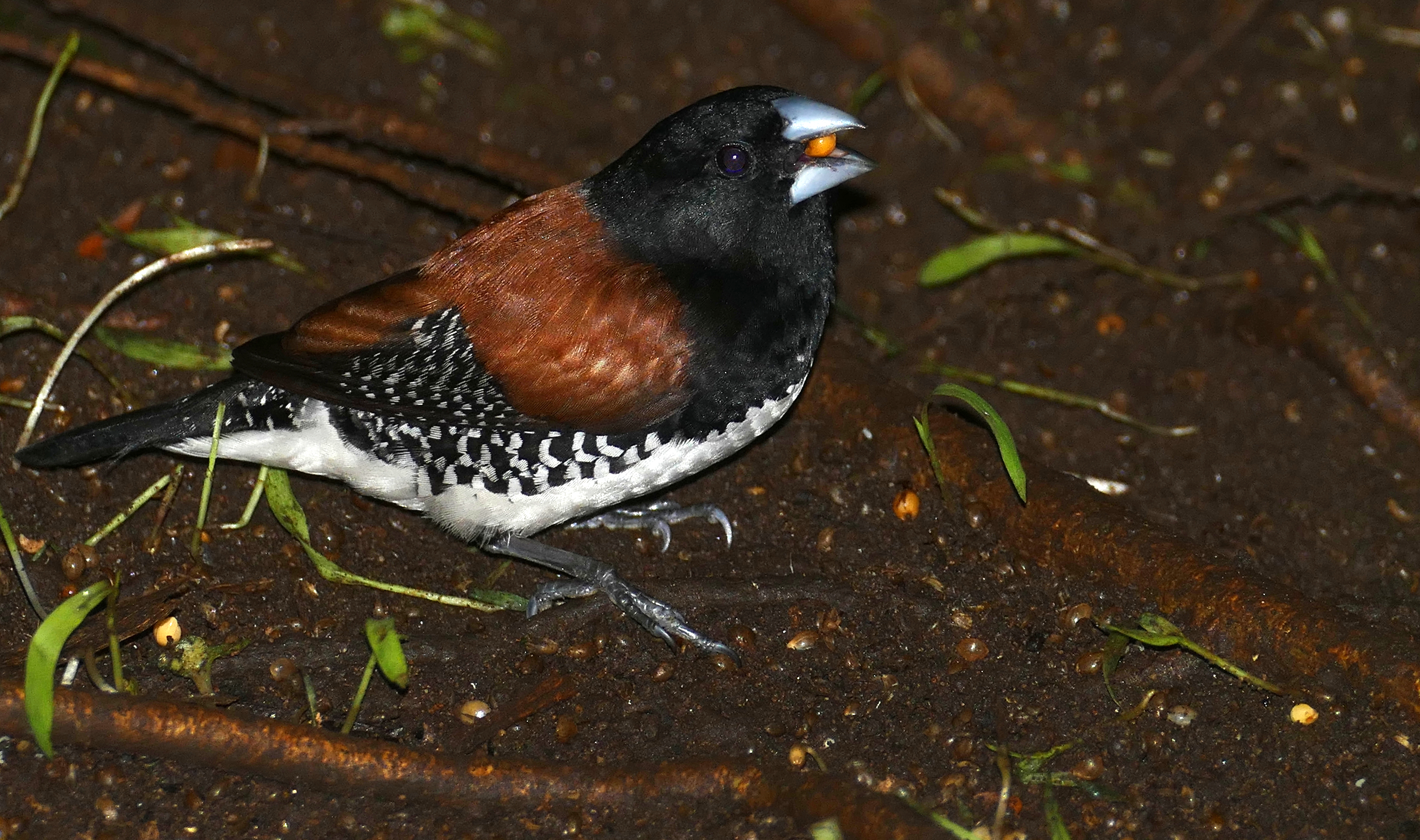
Східний сріблодзьоб (ПАР)

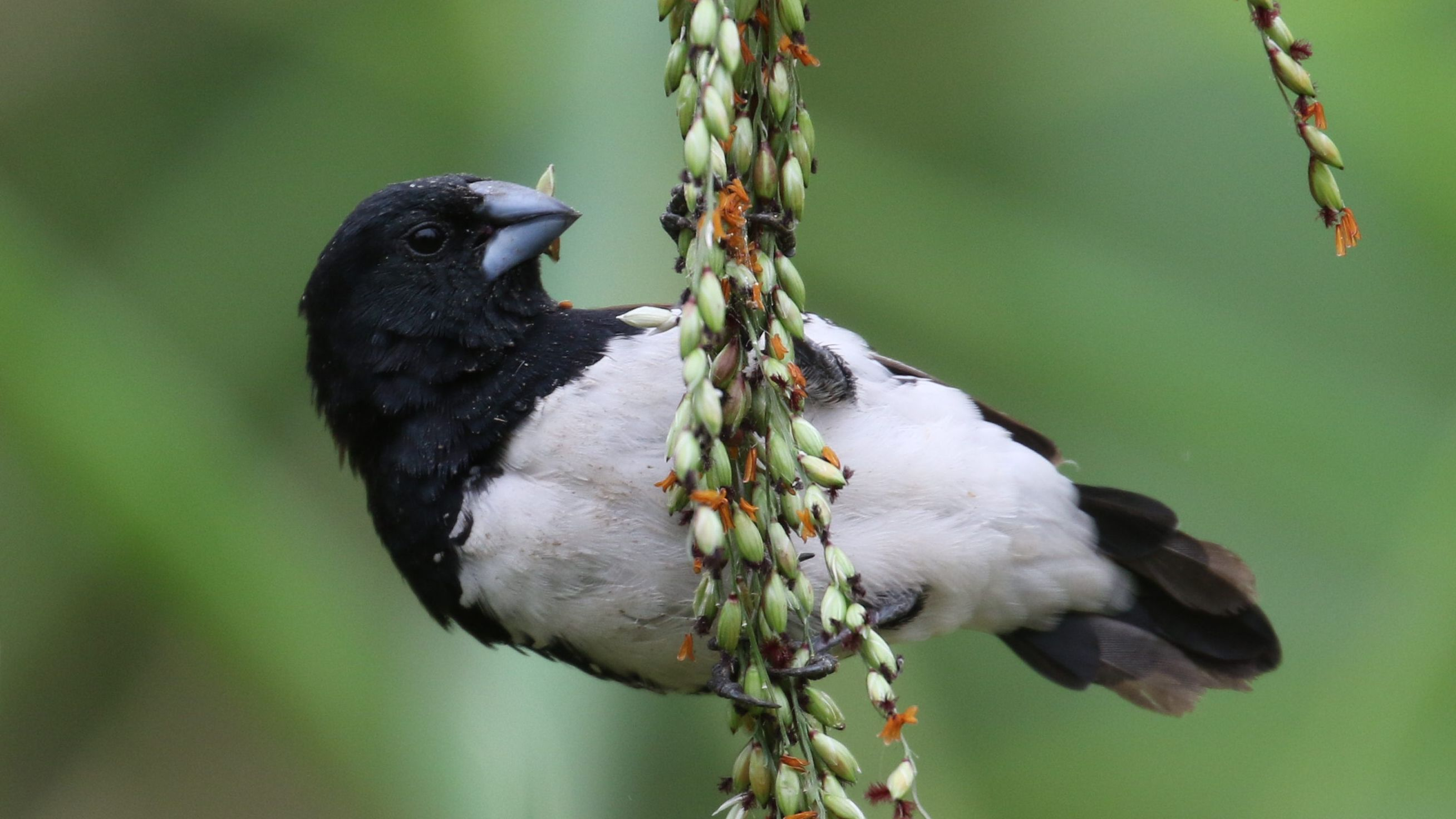
Східний сріблодзьоб (ПАР)

Довжина птаха становить 9-11 см, вага 10 г. Голова, горло, груди і верхня частина тіла чорні. Покривні пера крил коричневі, махові пера чорні, поцятковані білими плямами. Горло і груди чорні, решта нижньої частиниа тіла біла, боки чорні, пера на них мають білі краї, що формують смугастий візерунок. Очі карі, дзьоб міцний, конічної форми, свинцево-сірий, лапи чонувато-тілесного кольору. Виду не притаманний статевий диморфізм. У молодих птахів верхня частина тіла темно-коричнева, махові пера чорні.

## Підвиди
Виділяють два підвиди:
- S. n. nigriceps Cassin, 1852 — від центральної Кенії і південного Сомалі до східної Анголи, Замбії, Зімбабве і ПАР;
- S. n. woltersi (Schouteden, 1956) — південний схід ДР Конго і північний захід Замбії.

## Поширення і екологія
Східні сріблодзьоби мешкають в Сомалі, Кенії, Танзанії, Демократичній Республіці Конго, Малаві, Мозамбіку, Замбії, Зімбабве, Південно-Африканській Республіці і Есватіні. Вони живуть в саванах, в галерейних лісах та в чагарникових і трав'янистих заростях на берегах водойм, трапляються поблизу людських поселень. Зустрічаються зграйками до 40 птахів, на висоті до 2000 м над рівнем моря. Часто приєднуються до зміщаних зграй птахів разом з іншими сріблодзьобами і ткачиками. Більшу частину дня вони проводять на землі, де шукають їжу, а на ніч зграя проводить на дереві.
Основою раціону східних сріблодзьобів є насіння трав, злаків і бамбуків. Також вони доповнюють свій раціон м'якоттю плодів олійної пальми, водоростями і літаючими комахами. Гніздування у східних сріблодзьобів припадає на завершення сезону дощів. Гніздо кулеподібне, робиться самцем  з переплетених стебел трави та інших рослинних волокон, розміщується в кроні дерева, на висоті 2-8 м над землею. В кладці від 3 до 6 білих яєць, інкубаційний період триває 11-13 днів. Насиджують яйця і доглядають за пташенятами і самиці, і самці. Пташенята покидають гніздо через 3 тижні після вилуплення, однак батьки продовжують піклуватися про них ще приблизно 2 тижні.